# Slaapregressie
Slaapregressie is een periode waarin een baby of kind, die gewoonlijk goed slaapt, plotseling problemen heeft met slapen, zoals moeite met in slaap vallen, vaak wakker worden, of kort slapen, zonder een duidelijke reden.

Dit fenomeen kan voorkomen op verschillende leeftijden, maar komt het meest voor bij baby's rond de 4, 8, en 18 maanden en bij kinderen van 2, 3 en 5 jaar. Slaapregressie wordt vaak in verband gebracht met ontwikkelingsmijlpalen, zoals het vermogen om te rollen, te zitten, te lopen of te praten. Hoewel het een uitdagende tijd kan zijn voor ouders, is het een normaal aspect van de kinderontwikkeling.
Een van de voornaamste kenmerken van slaapregressie is een plotselinge verandering in het slaappatroon van het kind. Een kind kan bijvoorbeeld langer wakker blijven dan gebruikelijk, vaker 's nachts wakker worden of vroeger wakker worden in de ochtend. Deze veranderingen kunnen enkele dagen tot enkele weken duren. Hoewel deze veranderingen frustrerend kunnen zijn voor ouders, is het belangrijk te onthouden dat ze van voorbijgaande aard zijn.
Op dit punt kunnen de diensten van een slaapcoach nuttig zijn. Slaapcoaches zijn professionals die gespecialiseerd zijn in het helpen van gezinnen bij het verbeteren van de slaapgewoonten van hun kinderen. Ze kunnen gepersonaliseerde plannen en strategieën aanbieden om ouders te helpen een consistente slaaproutine te creëren, wat bijzonder nuttig kan zijn tijdens perioden van slaapregressie.
Hoewel slaapregressie vaak wordt geassocieerd met de ontwikkelingsmijlpalen van het kind, kunnen ook andere factoren een rol spelen. Dit kan onder meer ziekte, veranderingen in de routine, stress of overstimulatie omvatten. Ouders en verzorgers kunnen het beste reageren op slaapregressie door een consistent bedtijdroutine te behouden, te zorgen voor een rustgevende slaapomgeving, en geduldig te zijn met hun kind tijdens deze overgangsperiode.
Het is belangrijk om te benadrukken dat slaapregressie, hoewel uitdagend, een normaal deel van de ontwikkeling van een kind is en niet iets is om zorgen over te maken. Echter, als de slaapproblemen van een kind langer duren dan een paar weken of als er andere zorgwekkende symptomen zijn, zoals snurken, ademhalingsproblemen tijdens de slaap, of ongewoon gedrag tijdens de dag, is het raadzaam om medisch advies in te winnen.